# Li Chunfeng
Li Chunfeng (ur. 602, zm. 670) – chiński matematyk i astronom z czasów dynastii Tang.

## Życiorys
Pochodził z prowincji Shaanxi, pełnił urząd nadwornego astronoma. Brał udział w pracach nad wprowadzonym oficjalnie w 655 roku zreformowanym kalendarzem Linde. Kalendarz ten wprowadzał do rachuby czasu co 3–4 lata dodatkowy miesiąc, dzięki czemu można było precyzyjnie wyznaczać zjawiska astronomiczne i ruchy ciał niebieskich. Skonstruował także sferę armilarną, złożoną z trzech pierścieni.
Li był autorem licznych podręczników z zakresu matematyki, astronomii, meteorologii i muzyki, używanych zarówno w Chinach, jak i w Korei oraz Japonii. Zajmował się również dziejopisarstwem, jest autorem wpisów na temat kalendarza i omenów niebieskich w oficjalnych historiach Jin shu i Sui shu.